# Вельская ГТ ТЭЦ
Вельская ГТ ТЭЦ — предприятие энергетики (газотурбинная ТЭЦ), расположенное в городе Вельск, входящее в состав АО «ГТ Энерго».
Адрес: Архангельская область, город Вельск, ул. Гагарина, 50. Руководитель станции: Вельямидов Андрей Владимирович.

## История и деятельность
Станция введена в эксплуатацию в 2003 году. ГТ ТЭЦ обеспечивает теплоснабжение около 40% населения города Вельска и является частью изолированной энергосистемы Архангельской области. Выдача мощности осуществляется через подключение кабельной линии 10 кВ к подстанции "Вельск" 220/110/35/10. Выдача тепловой энергии осуществляется через ЦТП в шестой  микрорайон города Вельска. При снижении температуры воздуха до -15°C мощность энергоблоков увеличивается на 20%.
Станция оснащена системой автоматизированного информационно-измерительного коммерческого учета электроэнергии (АИИС КУЭ).